# 今井秀喜
今井 秀喜（いまい ひでき、1914年9月5日 - 2014年5月17日）は、日本の地球科学者。専門は鉱床学。
父、今井登志喜は東京帝国大学文学部の学部長を務めた歴史学者。

## 経歴
東京府立第五中学校（現：都立小石川高等学校）から（旧制）第一高等学校を経て，1939年東京帝国大学理学部地質学科を卒業、同工学部助手となる。1944年助教授、1958年教授に昇進し、鉱山学科応用地質学第一研究室を担当した。1958年東京大学より工学博士の学位取得。学位論文の表題は「本邦における銅・亜鉛・鉛鉱床の地質構造、共生関係並びに成因に関する研究」。1975年定年退官し、名誉教授となる。
1987年、勲三等旭日中綬章を受章。2014年5月17日、肝臓癌のため死去。

## 業績
金属鉱床を地質学的に研究し、その結果を探査に応用する手法の開発を試みた。具体的には、鉱床に対する構造規制、特に割れ目系の解析を中心として、日本の鉱脈型鉱床を主たる研究対象とし、多くの成果を公表したことで知られる。

## 主な編著書
- 今井秀喜・河井興三・宮沢俊弥「日本地方鉱床誌－関東地方」、朝倉書店、1973年。ISBN 978-4254162035.
- 今井秀喜・武内寿久祢（編）「鉱物工学－その現状と課題」、朝倉書店、1976年。ISBN 978-4254240085.
- Imai, Hideki (1978): Geological studies of the mineral deposits in Japan and East Asia. University of Tokyo Press, 392 p.